# تی-۶ تگزان

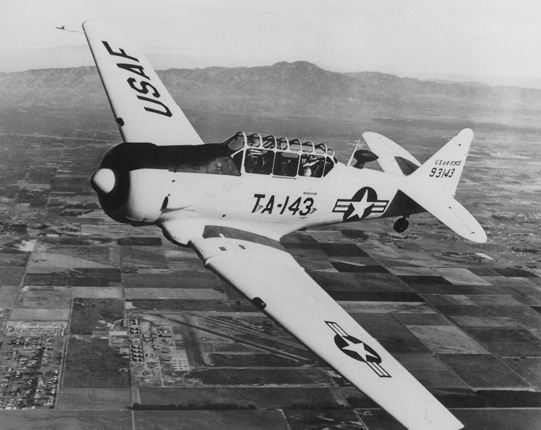
تی-۶ تکسن (هاروارد)

تی-۶ تکسن (معروف به هاروارد) هواپیمای آموزشی ساخت شرکت نورت آمریکن بود که برای آموزش خلبانان جنگنده ها در نیروی هوایی آمریکا و نیروی هوایی بریتانیا در دوران جنگ جهانی دوم ساخته شده‌بود.
ایران نیز چند فروند از این هواپیما را خریده بود. یک فروند از این هواپیما در نمایشگاه هوایی تهران به نمایش گذاشته شده‌است.
هواپیمای تی-۶ تکسن (T-6 Texan) یک هواپیمای آموزشی آمریکایی است که توسط شرکت نورث امریکن اوییشن (North American Aviation) تولید شده است. این هواپیما در دهه ۱۹۳۰ میلادی توسعه یافت و به عنوان یک هواپیمای آموزشی اولیه برای خلبانان نظامی در نیروهای هوایی ایالات متحده، نیروی دریایی ایالات متحده و همچنین نیروی هوایی کشورهای دیگر مورد استفاده قرار گرفت.
و همین طور این هواپیما در حال حاضر در موزه های جنگی و مراکز آموزشی مورد بازدید عموم قرار می‌گیرد 
و نمونه آن در کشور هایی همچون ایران، آمریکا، کانادا و انگلستان می‌توان پیدا کرد

## تاریخچه
پروتوتایپ تکزان به NA-16 برمیگرده که نخستین بار در یکم آوریل ۱۹۳۵ به پرواز درآمده بود.
بریتانیایی ها از این هواپیما در جبهه آفریقا شمالی استفاده کردند ولی نه به صورت رزمی. این هواپیماها به طور جامع برای آموزش خلبانان آمریکایی استفاده میشد.
هواپیمای تی-۶ تکسن (T-6 Texan) دارای تاریخچه‌ای برجسته در صنعت هواپیمایی است. در زیر به بررسی مختصری از تاریخچه این هواپیما می‌پردازیم:

### طراحی و توسعه
- دهه ۱۹۳۰: شرکت نورث امریکن اوییشن (North American Aviation) در اواخر دهه ۱۹۳۰ طراحی اولیه تی-۶ تکسن را آغاز کرد. اولین نمونه‌های این هواپیما با نام ان-۱۶ (NA-16) ساخته شدند و بعداً به ان-۷۷ (NA-77) تغییر نام دادند.
- ۱۹۳۵: اولین پرواز تی-۶ در سال ۱۹۳۵ انجام شد. این هواپیما به سرعت توسط نیروی هوایی ایالات متحده و نیروی دریایی ایالات متحده به عنوان هواپیمای آموزشی استاندارد پذیرفته شد.

### جنگ جهانی دوم
- دهه ۱۹۴۰: در دوران جنگ جهانی دوم، تی-۶ تکسن به طور گسترده‌ای به عنوان هواپیمای آموزشی اولیه برای خلبانان نظامی استفاده شد. بیش از ۱۵۰۰۰ فروند از این هواپیماها ساخته شد و به نیروهای هوایی ایالات متحده، نیروی دریایی ایالات متحده و متحدین آنها از جمله بریتانیا و کانادا تحویل داده شد.
- نام‌های مختلف: در کشورهای مختلف این هواپیما با نام‌های مختلف شناخته می‌شد. در ایالات متحده با نام‌های AT-6 و SNJ، در بریتانیا با نام Harvard و در کانادا نیز با همین نام شناخته می‌شد.

### پس از جنگ جهانی دوم
- دهه ۱۹۵۰ و بعد از آن: پس از پایان جنگ جهانی دوم، تی-۶ تکسن همچنان به عنوان هواپیمای آموزشی در بسیاری از کشورها مورد استفاده قرار گرفت. همچنین در برخی از کشورهای دیگر به عنوان هواپیمای رزمی و شناسایی سبک استفاده شد.
- جنگ کره: در جنگ کره، برخی از این هواپیماها به عنوان هواپیماهای شناسایی و هدایت کننده حملات زمینی استفاده شدند.

### میراث و کاربردهای مدرن
- کاربردهای مدرن: امروزه تعداد کمی از تی-۶ تکسن‌ها همچنان به عنوان هواپیماهای تاریخی و نمایشگاهی پرواز می‌کنند. این هواپیماها در نمایش‌های هوایی و مراسم‌های تاریخی به نمایش گذاشته می‌شوند و یادآور دوره‌ای از تاریخ هوانوردی نظامی هستند.

تی-۶ تکسن به دلیل نقش مهمی که در آموزش نسل‌های مختلف خلبانان نظامی ایفا کرده است، یکی از مشهورترین و پراستفاده‌ترین هواپیماهای آموزشی در تاریخ هوانوردی محسوب می‌شود.

## خصوصیات
ویژگی‌های کلیدی تی-۶ تکسن شامل موارد زیر است:
- نوع هواپیما: هواپیمای آموزشی تک‌موتوره
- موتور: موتور شعاعی
- سرعت حداکثر: حدود ۲۰۰ مایل در ساعت (۳۲۲ کیلومتر در ساعت)
- برد پروازی: حدود ۷۵۰ مایل (۱۲۰۷ کیلومتر)
- کاربران اصلی: نیروی هوایی ایالات متحده، نیروی دریایی ایالات متحده، نیروی هوایی بریتانیا و دیگر کشورهای متحد در دوران جنگ جهانی دوم

این هواپیما در طول جنگ جهانی دوم و تا چندین دهه پس از آن، به عنوان یکی از مهمترین هواپیماهای آموزشی در جهان شناخته می‌شد و بسیاری از خلبانان نظامی با استفاده از تی-۶ تکسن آموزش دیدند.
داده‌ها از Jane's Fighting Aircraft of World War II.
ویژگی‌های عمومی
- خدمه: 2
- طول: ۲۹ فوت (۸٫۸ متر)
- پهنای بال: ۴۲ فوت (۱۳ متر)
- ارتفاع: ۱۱ فوت ۸ اینچ (۳٫۵۶ متر)
- مساحت بال‌ها: ۲۵۳٫۷ فوت مربع (۲۳٫۵۷ متر مربع)
- وزن خالی: ۴٬۱۵۸ پوند (۱٬۸۸۶ کیلوگرم)
- وزن ناخالص: ۵٬۶۱۷ پوند (۲٬۵۴۸ کیلوگرم)
- پیشرانه: ۱ عدد radial engine Pratt & Whitney R-1340-AN-1 Wasp, ۶۰۰ اسب بخار (۴۵۰ کیلووات)

عملکرد
- حداکثر سرعت: ۲۰۸ مایل بر ساعت (۳۳۵ کیلومتر بر ساعت، ۱۸۱ گره) at 5000 ft (1,500 m)
- سرعت کروز: ۱۴۵ مایل بر ساعت (۲۳۳ کیلومتر بر ساعت، ۱۲۶ گره)
- بُرد: ۷۳۰ مایل (۱٬۱۷۰ کیلومتر، ۶۳۰ مایل دریایی)
- حداکثر ارتفاع: ۲۴٬۲۰۰ فوت (۷٬۴۰۰ متر)
- نرخ صعود: ۱٬۲۰۰ فوت بر دقیقه (۶٫۱ متر بر ثانیه)
- بارگیری بال: ۲۲٫۲ پوند بر فوت مربع (۱۰۸ کیلوگرم بر متر مربع)
- توان به وزن|توان/جرم: 0.11 hp/lb (kW/kg)

تسلیحات

- ۳ مسلسل × ۰٫۳۰ اینچ (۷٫۶۲ میلیمتر)